# Jackie Radinsky
Jackie Radinsky (* 23. Dezember 1998) ist ein US-amerikanischer Schauspieler.

## Karriere
Er ist durch die Rolle des Sawyer Huggins aus der Serie Bella and the Bulldogs bekannt. Er ist auch als Gaststar in der Serie Die Goldbergs zu sehen.
Er wohnt im Los Angeles.

## Filmographie
- 2011: The New Kid (Kurzfilm)
- 2015–2016: Bella and the Bulldogs
- 2015: Die Goldbergs